# Landete (kommunhuvudort)
Landete är en kommunhuvudort i Spanien.   Den ligger i provinsen Provincia de Cuenca och regionen Kastilien-La Mancha, i den centrala delen av landet, 210 km öster om huvudstaden Madrid. Landete ligger 977 meter över havet och antalet invånare är 1 398.
Terrängen runt Landete är platt åt nordväst, men åt sydost är den kuperad. Landete ligger nere i en dal. Runt Landete är det glesbefolkat, med 10 invånare per kvadratkilometer. Landete är det största samhället i trakten. Omgivningarna runt Landete är i huvudsak ett öppet busklandskap.